# 6 Draconis
6 Draconis (förkortat 6 Dra) är en stjärna i  stjärnbilden Draken. Den har en skenbar magnitud på 4,96 och är synlig för blotta ögat där ljusföroreningar ej förekommer. Baserat på parallaxmätning inom Hipparcosuppdraget på ca 7,5 mas, beräknas den befinna sig på ett avstånd på ca 600 ljusår (ca 185 parsek), från solen.

## Egenskaper
6 Draconis är en orange till röd jättestjärna av spektralklass K2.5 III. Den har en radie som är ca 32 gånger större än solens och utsänder från dess fotosfär ca 600 gånger mera energi än solen vid en effektiv temperatur på ca 4 300 K.